# 新生児敗血症
新生児敗血症（しんせいじはいけつしょう）とは、新生児に生じる敗血症のこと。未熟児や何らかの先天性疾患・基礎疾患を有していると罹患リスクが高くなる。

## 解説
新生児（小児を含む）の敗血症性ショックを含む急性臓器不全を伴う敗血症症状は重篤であり、新生児集中治療室(NICU)での集中治療管理を必要とする深刻な状態にあることが多い。1980年代日本での救命率は 20% 程度であったと報告されている。急性腎不全を伴う症例では死亡率が上昇すると報告されている。
新生児敗血症は、菌血症または細菌性髄膜炎を呈するもので、早発型新生児敗血症 Early-onset sepsis (EOS) と遅発型新生児敗血症 Late-onset sepsis (LOS) の 2 つのカテゴリーに分けられる。早発型新生児敗血症は出生後 72時間以内または 7日以内の発症を指し、遅発型新生児敗血症はそれ以降の発症を指す。

## 定義
成人の敗血症に関する診断基準は作成されているが、小児に関する敗血症知見の蓄積が少なく2017年時点では統一された診断基準は作成されていない。2005年にGoldsteinらが作成した「小児SIRS診断基準」が使用されている。
| 齢      | 頻脈  | 徐脈  | 呼吸回数 | 白血球数 × 1000 | 収縮期血圧 |
| ------- | ----- | ----- | -------- | --------------- | ---------- |
| 0日-1週 | > 180 | < 100 | > 50     | > 34            | < 65       |
| 1週-1月 | > 180 | < 100 | > 40     | > 19.5 or < 5   | < 75       |
| 1月-1歳 | > 180 | < 90  | > 34     | > 17.5 or < 5   | < 100      |
| 2-5歳   | > 140 | -     | > 22     | > 15.5 or < 6   | < 94       |
| 6-12歳  | > 130 | -     | > 18     | > 13.5 or < 4.5 | < 105      |
| 13-17歳 | > 110 | -     | > 14     | > 11 or < 4.5   | < 117      |

なお、収縮期血圧はこの表の範囲に限らない場合もある。
心血管系1時間で40ml/kg以上の輸液にもかかわらず、
- 低血圧
- 血圧を維持するために血管作動薬を使用
- 代謝性アシドーシス、高乳酸値、乏尿、capillary refill timeの遅延、中枢と末梢の体温較差

のうちの2項目
呼吸器系
- P/F比 ＜ 300
- PaCO2 ＞ 65 Torr か基準値から20 Torr の増加
- SpO2 92%以上を維持するのに FIO2 > 0.5
- 気管挿管を伴う人工呼吸、あるいは非侵襲的陽圧呼吸が必要

神経系
- グラスゴー昏睡尺度  11以下
- 意識状態の急性の変化（グラスゴー昏睡尺度  3以上の減少）

凝固系
- 血小板数 8万未満か過去 3日間の最高値から 50%の減少
- PT-INR > 2

腎臓系
- 血清クレアチニンが年齢の正常上限の2倍以上か通常よりクレアチニンが2倍増加

肝臓系
- 総ビリルビンが4mg/dL以上
- ALTが年齢の正常上限より2倍

## 原因病原体
さまざまであるが、髄膜炎菌やB群溶血性連鎖球菌、緑膿菌、黄色ブドウ球菌、大腸菌などである。細菌以外では、ウイルス、真菌、リケッチア、クラミジアなども病原体となる。

## 感染経路
胎盤を経由した母体内での垂直感染や、分娩の際に新生児に感染し血中で増殖する。

## 症状
特徴的な症状は無く、急激な体温上昇、顔色、皮膚の色、哺乳力の異常、無呼吸など。点状出血、電撃性紫斑などの敗血症の症状が現れる事もある。

## 治療
新生児における、細菌性髄膜炎の起炎菌未確定時の初期選択薬としては、アンピシリンとセフォタキシムの投与が推奨されている。これは、起炎菌としてB群連鎖球菌（GBS）と大腸菌の頻度が高いこと、さらにまれではあるがリステリア菌がみられるためである。起炎菌判明後は、GBSに対してはアンピシリン、肺炎球菌（薬剤耐性化が進んでいる）に対してはパニペネム・ベタミプロン単剤またはバンコマイシンとの併用、ブドウ球菌に対しては薬剤耐性を考慮してバンコマイシン、大腸菌に対してはセフォタキシムまたはカルバペネム系抗菌薬（メロペネムまたはパニペネム・ベタミプロン）が推奨されている。
血中のエンドトキシンを除去する。